# Raadhuis van Gliwice

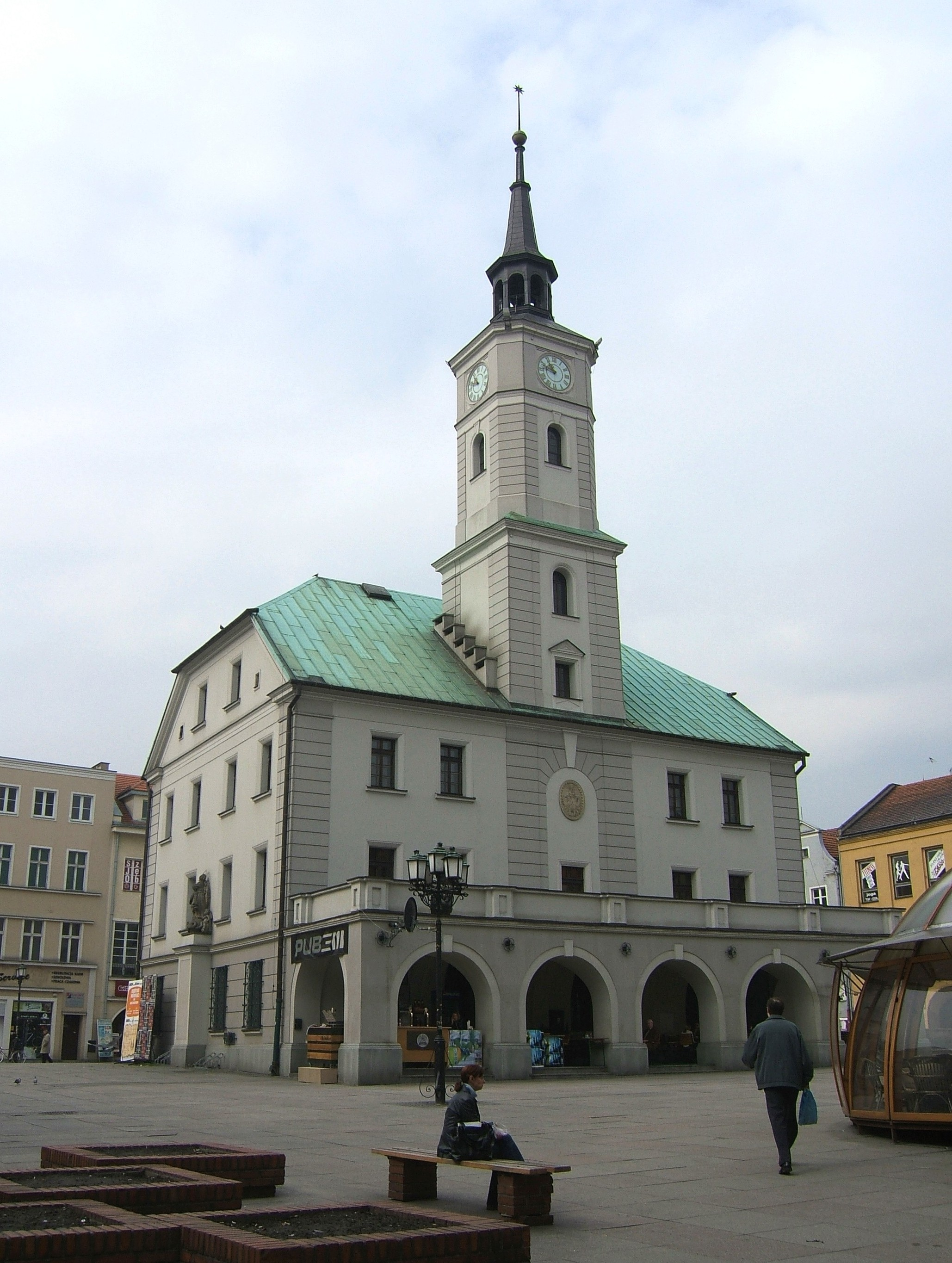
Raadhuis van Gliwice

Het raadhuis van Gliwice (Pools: Ratusz w Gliwicach; Duits: Gleiwitzer Rathaus) is het raadhuis van de Silezische stad Gliwice, voorheen Gleiwitz.
De voorganger van het raadhuis werd aan het einde van de dertiende eeuw reeds gebouwd. Hiervan bevinden zich nog muurresten in de kelder van het huidige gebouwd. Het huidige raadhuis stamt uit de vijftiende eeuw en werd oorspronkelijk in gotische stijl gebouwd. In 1784 kreeg het raadhuis zijn huidige barokke uitstraling. Na 1945 werd het raadhuis nog opgesmukt met arcades aan de voorzijde. In 2002 werd het gebouwd gerenoveerd.
In het raadhuis bevinden zich tegenwoordig de dienst burgerlijke stand, een grote zaal en een café in de kelder. De toren heeft een hoogte van 41,5 meter.